# Ron Howard
Ronald William "Ron" Howard (sinh ngày 1 tháng 3 năm 1954) là một đạo diễn, nhà sản xuất phim, diễn viên người Mỹ. Ông nổi lên ở thập niên 1960 với vai diễn con trai cảnh sát trưởng Andy Taylor (đóng bởi Andy Griffith), Opie Taylor, trong The Andy Griffith Show và sau đó là vai con trai của Howard Cunningham và bạn thân của Arthur Fonzarelli (đóng bởi Tom Bosley và Henry Winkler), Richie Cunningham, trong Happy Days. Từ lúc giải nghệ diễn viên, ông đã đạo diễn rất nhiều bộ phim bao gồm Splash, Cocoon, Backdraft, Apollo 13, A Beautiful Mind, How the Grinch Stole Christmas, Frost/Nixon, The Da Vinci Code, và Angels & Demons.

## Các phim đã tham gia

### Vai trò đạo diễn

#### Phim điện ảnh
| Năm  | Tiêu đề                           | Đề cử Oscar | Số giải Oscar giành được | Ghi chú                          |
| ---- | --------------------------------- | ----------- | ------------------------ | -------------------------------- |
| 1969 | Old Paint                         |             |                          | Phim ngắn                        |
| 1969 | Deed of Daring-Do                 |             |                          | Phim ngắn                        |
| 1969 | Cards, Cads, Guns, Gore and Death |             |                          | Phim ngắn                        |
| 1977 | Grand Theft Auto                  |             |                          | Cũng là biên kịch                |
| 1982 | Night Shift                       |             |                          |                                  |
| 1984 | Splash                            | 1           |                          |                                  |
| 1985 | Cocoon                            | 2           | 2                        |                                  |
| 1986 | Gung Ho                           |             |                          | Cũng là nhà sản xuất thực hiện   |
| 1988 | Willow                            | 2           |                          |                                  |
| 1989 | Parenthood                        | 2           |                          | Cũng là biên kịch                |
| 1991 | Backdraft                         | 3           |                          |                                  |
| 1992 | Far and Away                      |             |                          | Đồng thời biên kịch/nhà sản xuất |
| 1994 | The Paper                         | 1           |                          |                                  |
| 1995 | Apollo 13                         | 9           | 2                        |                                  |
| 1996 | Ransom                            |             |                          |                                  |
| 1999 | EDtv                              |             |                          | Cũng là nhà sản xuất             |
| 2000 | How the Grinch Stole Christmas    | 3           | 1                        | Cũng là nhà sản xuất             |
| 2001 | A Beautiful Mind                  | 8           | 4                        | Cũng là nhà sản xuất             |
| 2003 | The Missing                       |             |                          | Cũng là nhà sản xuất             |
| 2005 | Cinderella Man                    | 3           |                          | Cũng là nhà sản xuất             |
| 2006 | Mật mã Da Vinci                   |             |                          | Cũng là nhà sản xuất             |
| 2008 | Frost/Nixon                       | 5           |                          | Cũng là nhà sản xuất             |
| 2009 | Angels & Demons                   |             |                          | Cũng là nhà sản xuất             |
| 2011 | The Dilemma                       |             |                          |                                  |
| TBA  | B-Minor                           |             |                          |                                  |
| TBA  | The Raven                         |             |                          |                                  |
| TBA  | The Serpent and the Eagle         |             |                          |                                  |
| TBA  | Colossus                          |             |                          |                                  |
| TBA  | The Emperor's Children            |             |                          |                                  |
| TBA  | The Dark Tower                    |             |                          |                                  |
| TBA  | The Lost Symbol                   |             |                          |                                  |
| TBA  | Arrested Development              |             |                          |                                  |

#### Phim truyền hình
| Năm  | Phim                      | Ghi chú                            |
| ---- | ------------------------- | ---------------------------------- |
| 1978 | Cotton Candy              | Biên kịch/Đạo diễn                 |
| 1980 | Skyward                   | Đạo diễn/Nhà sản xuất thực hiện    |
| 1981 | Through the Magic Pyramid | Đạo diễn/Nhà sản xuất thực hiện    |
| 1983 | Littleshots               | Đạo diễn                           |
| 1987 | Take Five                 | Đạo diễn/Nhà sản xuất thực hiện    |
| 2003 | Arrested Development      | Thuyết minh/Nhà sản xuất thực hiện |
| 2010 | Parenthood                | Nhà sản xuất thực hiện             |

### Vai trò diễn viên

#### Phim điện ảnh
| Năm  | Phim                             | Vai                                                                              | Ghi chú                                                             |
| ---- | -------------------------------- | -------------------------------------------------------------------------------- | ------------------------------------------------------------------- |
| 1959 | The Journey                      | Billy Rhinelander                                                                | vai Ronny Howard                                                    |
| 1961 | Door-to-Door Maniac              | Bobby                                                                            | vai Ronnie Howard                                                   |
| 1962 | The Music Man                    | Winthrop Paroo                                                                   | vai Ronny Howard                                                    |
| 1963 | The Courtship of Eddie's Father  | Eddie                                                                            | vai Ronny Howard                                                    |
| 1965 | Village of the Giants            | Genius                                                                           | vai Ronny Howard                                                    |
| 1970 | The Wild Country                 | Virgil                                                                           | vai Ronny Howard                                                    |
| 1973 | American Graffiti                | Steve Bolander                                                                   | vai Ronny Howard                                                    |
| 1973 | Happy Mother's Day, Love George  | Johnny                                                                           |                                                                     |
| 1974 | The Spikes Gang                  | Les Richter                                                                      |                                                                     |
| 1976 | The First Nudie Musical          | Auditioning actor                                                                | Không được ghi danh                                                 |
| 1976 | Eat My Dust                      | Hoover Niebold                                                                   |                                                                     |
| 1976 | The Shootist                     | Gillom Rogers                                                                    | Đề cử—Golden Globe Award for Best Supporting Actor – Motion Picture |
| 1977 | Grand Theft Auto                 | Sam Freeman                                                                      |                                                                     |
| 1979 | More American Graffiti           | Steve Bolander                                                                   |                                                                     |
| 1982 | Night Shift                      | Annoying Sax Player/Boy Making out with Girlfriend in Front of Chuck's Apartment | Không được ghi danh                                                 |
| 1992 | The Magical World of Chuck Jones | (Chính mình)                                                                     | Tài liệu                                                            |
| 1998 | One Vision                       | (Chính mình)                                                                     | Tài liệu                                                            |
| 1998 | Welcome to Hollywood             | (Chính mình)                                                                     |                                                                     |
| 2000 | The Independent                  | (Chính mình)                                                                     |                                                                     |
| 2000 | How the Grinch Stole Christmas   | Whoville Townsperson                                                             | Không được ghi danh                                                 |
| 2001 | Osmosis Jones                    | Tom Colonic                                                                      | (Lồng tiếng)                                                        |
| 2001 | A Beautiful Mind                 | Man at Governor's Ball                                                           | Không được ghi danh                                                 |
| 2004 | Tell Them Who You Are            | (Chính mình)                                                                     | Phim tài liệu                                                       |
| 2007 | In the Shadow of the Moon        | (Chính mình)                                                                     | Phim tài liệu                                                       |

#### Phim truyền hình
| Năm       | Phim                             | Vai                              | Ghi chú                                                                                                |
| --------- | -------------------------------- | -------------------------------- | --- |
| 1959      | Johnny Ringo                     | Ricky Parrot                     | 1 tập                                                                                                  |
| 1959      | The Twilight Zone                | The Wilcox Boy                   | Tập: "Walking Distance"                                                                                |
| 1959–1960 | The June Allyson Show            | Wim                              | "Child Lost" (vai Ronny Howard)                                                                        |
| 1959–1960 | Dennis the Menace                | Stewart                          | 5 tập, 1959–1960                                                                                       |
| 1959–1961 | The Many Loves of Dobie Gillis   | (Nhiều vai)                      | 4 tập (vai Ronny Howard)                                                                               |
| 1959–1961 | General Electric Theater         | (Nhiều vai)                      | 2 tập                                                                                                  |
| 1960      | Make Room for Daddy              | Opie Taylor                      | "Danny Meets Andy Griffith"                                                                            |
| 1960      | Cheyenne                         | Timmy                            | "Counterfeit Gun" Không được ghi danh                                                                  |
| 1960      | Pete and Gladys                  | Tommy                            | "The Goat Story"                                                                                       |
| 1960–1968 | The Andy Griffith Show           | Opie Taylor                      | 209 tập (vai Ronny Howard)                                                                             |
| 1962      | Route 66                         | Chet                             | "Poor Little Kangaroo Rat" (vai Ronny Howard)                                                          |
| 1962      | The New Breed                    | Tommy Simms                      | "So Dark the Night"                                                                                    |
| 1963      | The Eleventh Hour                | Barry Stewart                    | "Is Mr. Martian Coming Back?" (vai Ronny Howard)                                                       |
| 1964      | The Great Adventure              | Daniel Waterhouse                | "Plague" (vai Ronny Howard)                                                                            |
| 1964      | Dr. Kildare                      | Jerry Prentice                   | "A Candle in the Window" (vai Ronny Howard)                                                            |
| 1964      | The Fugitive                     | Gus                              | "Cry Uncle"                                                                                            |
| 1965      | The Big Valley                   | Tommy                            | "Night of the Wolf" (vai Ronny Howard)                                                                 |
| 1966      | Gomer Pyle, U.S.M.C.             | Opie Taylor                      | "Opie Joins the Marines" (vai Ronny Howard)                                                            |
| 1966      | I Spy                            | Alan Loden                       | "Little Boy Lost"                                                                                      |
| 1967      | The Monroes                      | Timothy Prescott                 | "Teaching the Tiger to Purr" (vai Ronny Howard)                                                        |
| 1967      | Gentle Ben                       | Jody Cutler                      | "Green-Eyed Bear" (vai Ronny Howard)                                                                   |
| 1967      | A Boy Called Nuthin              | Richie `Nuthin'´ Caldwell        | (vai Ronny Howard)                                                                                     |
| 1968      | Mayberry R.F.D.                  | Opie Taylor                      | "Andy and Helen Get Married" (vai Ronny Howard)                                                        |
| 1968      | The F.B.I.                       | Jess Orkin                       | "The Runaways" (vai Ronny Howard)                                                                      |
| 1969      | Judd for the Defense             | Phil Beeton                      | "Between the Dark and the Daylight" (vai Ronny Howard)                                                 |
| 1969      | Daniel Boone                     | Luke                             | "A Man Before His Time" (vai Ronny Howard)                                                             |
| 1968–1969 | Lancer                           | (Nhiều vai)                      | 2 tập (vai Ronny Howard)                                                                               |
| 1969      | Gunsmoke                         | Jamie                            | "Charlie Noon" (vai Ronny Howard)                                                                      |
| 1969      | Land of the Giants               | Jodar                            | "Genus At Work" (vai Ronny Howard)                                                                     |
| 1970      | Smoke                            | Chris                            | (vai Ronny Howard)                                                                                     |
| 1970      | The Headmaster                   | Tony Landis                      | "Will the Real Mother of Tony Landis Please Stand Up?"                                                 |
| 1970      | Lassie                           | Gary                             | "Gary Here Comes Glory!" Part 1 & 2 (vai Ronny Howard)                                                 |
| 1971–1972 | The Smith Family                 | Bob Smith                        | 39 tập                                                                                                 |
| 1972      | Love, American Style             | Richard 'Richie' Cunningham      | "Love and the Happy Days"                                                                              |
| 1972      | The Bold Ones: The New Doctors   | Cory Merlino                     | "Discovery at Fourteen" (vai Ronny Howard)                                                             |
| 1973      | M*A*S*H                          | Private Walter/ Wendell Peterson | "Sometimes You Hear the Bullet" (vai Ronny Howard)                                                     |
| 1974      | The Waltons                      | Seth Turner                      | "The Gift"                                                                                             |
| 1974      | The Migrants                     | Lyle Barlow                      | |
| 1974      | Locusts                          | Donny Fletcher                   | |
| 1974–1984 | Happy Days                       | Richard 'Richie' Cunningham      | 171 tập Golden Globe Award for Best Performance by an Actor In A Television Series - Musical Or Comedy |
| 1975      | Huckleberry Finn                 | Huckleberry Finn                 | |
| 1976      | I'm a Fool                       | Andy                             | |
| 1976–1979 | Laverne & Shirley                | Richard 'Richie' Cunningham      | 2 tập                                                                                                  |
| 1980      | Act of Love                      | Leon Cybulkowski                 | |
| 1980      | The Fonz and the Happy Days Gang | Richard 'Richie' Cunningham      | (Lồng tiếng) "King for a Day"                                                                          |
| 1981      | Bitter Harvest                   | Ned De Vries                     | |
| 1981      | Fire on the Mountain             | Lee Mackie                       | |
| 1983      | When Your Lover Leaves           |                                  | Không được ghi danh                                                                                    |
| 1986      | Return to Mayberry               | Opie Taylor                      | |
| 1999      | Frasier                          | Stephen                          | (Lồng tiếng) "Good Samaritan"                                                                          |
| 2003–2006 | Arrested Development             | Đọc lời thoại                    | Không được ghi danh                                                                                    |